# Gare de Noville-Taviers
La gare de Noville-Taviers est une ancienne gare ferroviaire belge de la ligne 142, de Namur à Tirlemont située entre les villages de Noville-sur-Mehaigne et Taviers sur la commune d'Éghezée, dans la province de Namur en Région wallonne.

## Situation ferroviaire
La gare de Noville-Taviers se situait au point kilométrique (PK) 18,2 de la ligne 142, de Namur à Tirlemont, via Éghezée et Jodoigne, entre les gares d'Éghezée et de Ramillies.

## Histoire

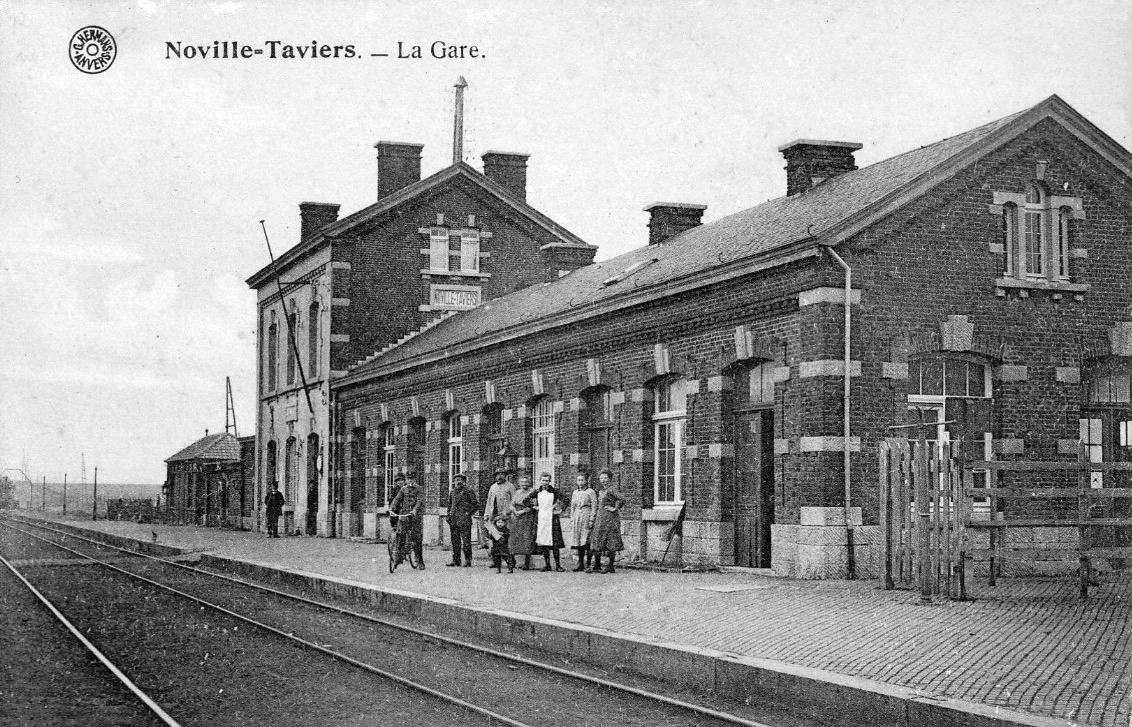
L'intérieur de la gare vers 1920.

La gare de Taviers entre en service le 15 mai 1869 lorsque la Compagnie du Chemin de Fer de Tamines à Landen ouvre à l'exploitation la section de Namur à Ramillies. Les Chemins de fer de l'État belge rachètent la compagnie en 1871 et donnent à la gare son nom actuel de Noville-Taviers en 1880. L'adjudication du bâtiment de la gare a lieu en juillet 1880.
De 1879 à 1956, la ligne privée vers Ambersin (numérotée 535 par la SNCV qui en reprend l'exploitation en 1923) offrait un trafic voyageurs et marchandises en direction d'Ambresin. Son promoteur, le baron Jozeph Zaman, avait obtenu sa construction en vue de desservir la sucrerie d'Ambersin. La section de voie vers Boneffe était à double écartement afin d'y faire circuler les wagons de betteraves sucrières venus de Noville-Taviers par le grand chemin de fer.
La SNCB supprime les trains de voyageurs entre Namur et Ramillies le 10 décembre 1962 ; des trains de marchandises continuant à arpenter cette section jusqu'en 1973, lorsque la section Cognelée - Ramillies - Hoegaarden est déclassée. Les rails sont retirés en 1978.

## Patrimoine ferroviaire

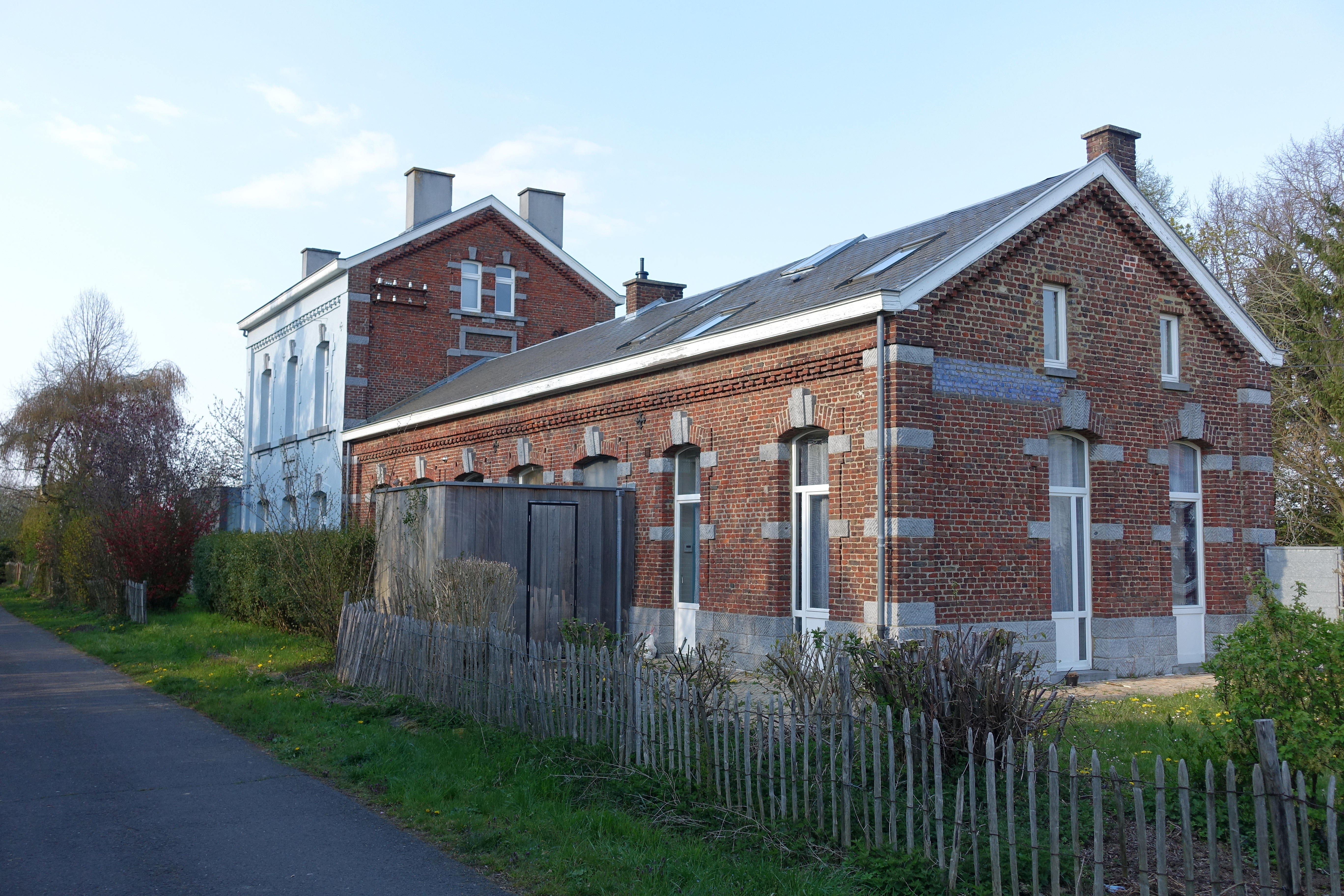
Le bâtiment de la gare, en 2021.

Le bâtiment des recettes appartient à un plan type particulier dont deux exemplaires seulement ont été construits — Noville-Taviers et Cognelée — seulement sur la ligne 142. Dix gares d'un aspect proche mais à la façade en pierres seront bâties en 1885/1890 sur la ligne de l'Amblève. Elle possède une aile de sept travées (neuf à l'origine) à gauche du corps de logis accueillant voyageurs, bagages et service des colis.
Apparentée au gares du groupe de Namur telles qu’Éghezée et Ramillies, elle s'en distingue par une façade moins chargée en décorations. Les murs de briques sont soulignés par une frise ainsi que de la pierre bleue pour le soubassement, les pilastres d'angles, l'encadrement du nom de la gare et cinq dés au niveau des encadrements de portes et fenêtres.
Comme Cognelée et les grandes gares de la ligne de l'Amblève, le mur pignon de l'aile était percé de deux grandes ouvertures surmontées par une lucarne triple, mais cette disposition a disparu avant le milieu du XXe siècle lorsque cette aile a été ramenée de neuf à sept travées. En résulte un nouveau mur transversal à la disposition asymétrique sans fenêtre éclairant les combles.
Après la suppression du service des voyageurs et des marchandises, le bâtiment de la gare a été revendu et aménagé en habitations.